# Atsushi Kurokawa
Atsushi Kurokawa (japanisch 黒川 淳史 Kurokawa Atsushi; * 4. Februar 1998 in der Präfektur Saitama) ist ein japanischer Fußballspieler.

## Karriere
Kurokawa erlernte das Fußballspielen in der Jugendmannschaft von Omiya Ardija. Hier unterschrieb er 2016 auch seinen ersten Profivertrag. Der Verein spielte in der höchsten Liga des Landes, der J1 League. Von 2018 bis 2019 wurde er an den Zweitligisten Mito HollyHock ausgeliehen. Für den Verein aus Mito absolvierte er 67 Zweitligaspiele. 2020 kehrte er zum mittlerweile in der zweiten Liga spielenden Omiya Ardija zurück. Nach insgesamt 87 Ligaspielen wechselte er im Januar 2022 zum Erstligaaufsteiger Júbilo Iwata nach Iwata. Am Ende der Saison 2022 musste er mit dem Verein als Tabellenletzter in die zweite Liga absteigen. Nach dem Abstieg verließ er den Verein. Zu Beginn der Saison 2023 unterschrieb er einen Vertrag bei Zweitligisten FC Machida Zelvia. Nach vier Ligaspielen wechselte er im Juli 2023 auf Leihbasis zum Drittligisten Ōmiya Ardija. Hier bestritt er zwölf Ligaspiele. Nach der Ausleihe kehrte er Ende Januar 2024 zu Machida zurück. Ende März 2024 wechselte er ebenfalls auf Leihbasis zu seinem ehemaligen Verein Mito HollyHock. Hier bestritt er bis Saisonende 15 Ligaspiele. Im Februar 2025 wurde er an den bulgagischen Verein Spartak Warna verliehen. Der Verein aus Warna spielt in der ersten Liga, der Parwa liga.